# Globba brevifolia
Globba brevifolia är en enhjärtbladig växtart som först beskrevs av Karl Moritz Schumann, och fick sitt nu gällande namn av Karl Moritz Schumann. Globba brevifolia ingår i släktet Globba och familjen Zingiberaceae. Inga underarter finns listade i Catalogue of Life.